# Habetia pictifrons
Habetia pictifrons är en insektsart som beskrevs av Heinrich Hugo Karny 1911. Habetia pictifrons ingår i släktet Habetia och familjen vårtbitare. Inga underarter finns listade i Catalogue of Life.